# Coll de Guinera
El Coll de Guinera és una collada situada a 1.371,3 m d'altitud, en el terme municipal d'Abella de la Conca, del Pallars Jussà.
És a l'oest de Cal Moià i al nord-est de Casa Junquer, a la mateixa carena que davalla de la Serra de Carreu cap al sud i més avall troba la Collada de la Serra del Pi. També es troba a llevant de la partida del Camí de Jomella.

## Etimologia
Apòcop de guineuera, és un dels indrets que deuen el seu nom a un animal que hi és o hi era en abundor. Guineu és un germanisme del català, procedent del nom propi femení Winidhild, com indica Joan Coromines.